# Cameron Cobbold, 1. Baron Cobbold

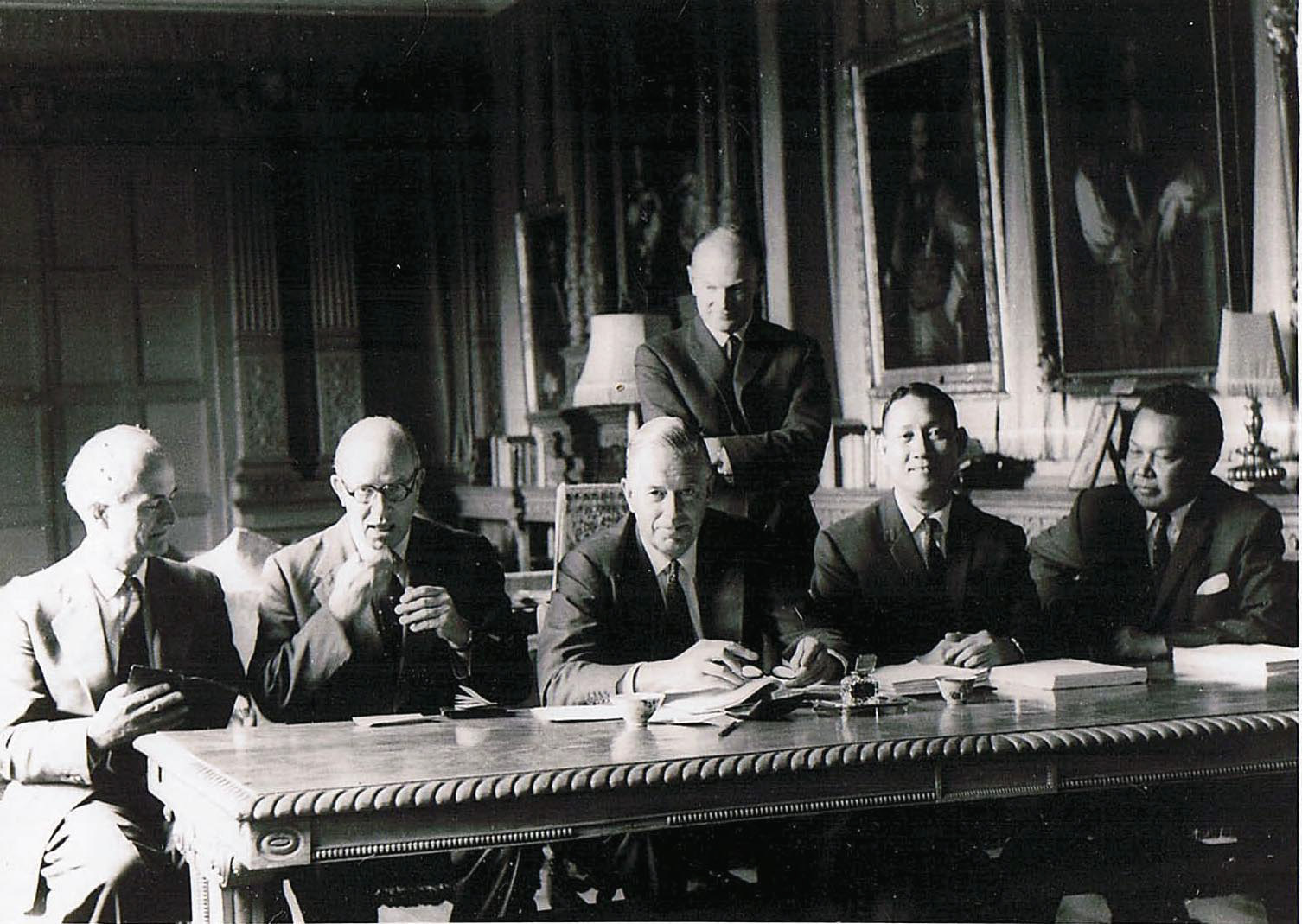
Lord Cobbold (sitzend, Mitte) bei der Unterzeichnung des Cobbold-Reports am 21. Juni 1962

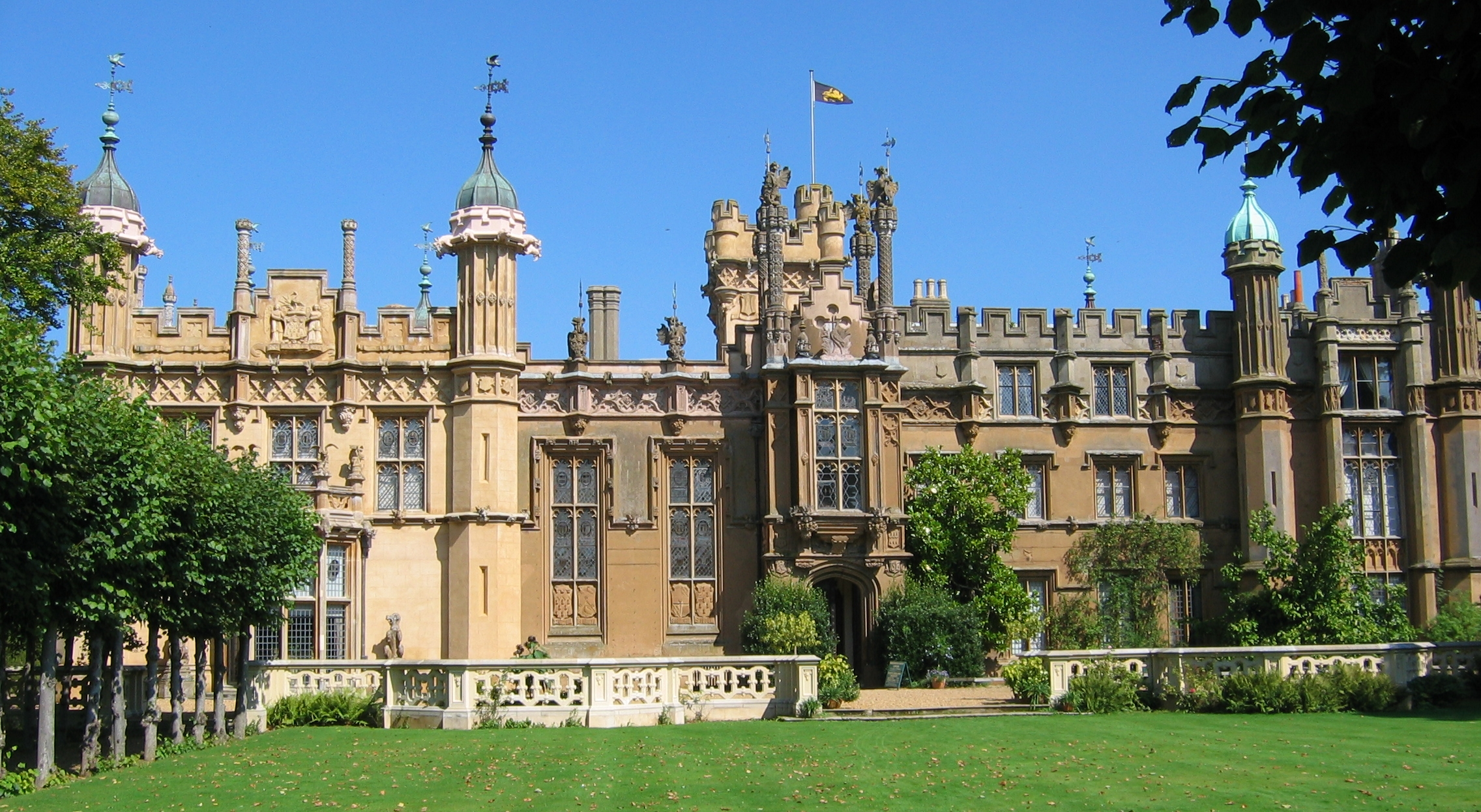
Knebworth House

Cameron Fromanteel „Kim“ Cobbold, 1. Baron Cobbold KG, GCVO, PC (* 14. September 1904 in London; † 1. November 1987 in Knebworth, Hertfordshire, England) auch bekannt als Lord Cobbold war ein britischer Bankier. Er war von 1949 bis 1961 Gouverneur der Bank of England und hatte von 1963 bis 1971 das Amt des Lord Chamberlain inne.

## Leben
Geboren in London im Jahr 1904 als Sohn von Clement John Fromanteel Cobbold und seiner Frau Stella Willoughby Savile, erhielt Cobbold seine schulische Erziehung am Eton College. Er verbrachte außerdem ein Jahr im King’s College in Cambridge.
1933 folgte er einem Angebot des Gouverneurs der Bank of England, Montagu Norman und begann seine Karriere als Bankier. 1945 wurde er zum Stellvertretenden Bankgouverneur ernannt und 1949 übernahm er selbst das höchste Amt der Bank of England. Während seiner Amtszeit wurde er im Jahr 1959 Mitglied im Privy Council und 1960 als Baron Cobbold, of Knebworth in the County of Hertford, in den Adelsstand erhoben. 1961 trat er in den Ruhestand.
Ab 1962 leitete er die Cobbold-Kommission, die die Frage klären sollte, ob die britischen Kolonien Sarawak und Britisch-Nordborneo dem geplanten neuen Staat Malaysia beizutreten wünschten oder nicht. 1963 wurde er als Knight Grand Cross des Royal Victorian Order ausgezeichnet und zum Lord Chamberlain of the Household von Queen Elizabeth II. ernannt. In seine Amtszeit, die bis 1971 ging, fiel die Abschaffung der Rolle des Lord Chamberlain als Zensurstelle für Theateraufführungen (1968). 1970 wurde Lord Cobbold in den Hosenbandorden aufgenommen.

## Privatleben
Im April 1930 heiratete er Hermione Millicent Bulwer-Lytton, Tochter und Erbin von Victor Bulwer-Lytton, 2. Earl of Lytton. Ihr Adelssitz befand sich in Knebworth House in Hertfordshire. Das Ehepaar hatte zwei Töchter und zwei Söhne.
Lord Cobbold starb 1987 in Knebworth. Der Erbe des Adelstitels ist sein ältester Sohn David Lytton-Cobbold, 2. Baron Cobbold.